# Carlo Filippo di Svezia
Carlo Filippo di Svezia (nome completo in svedese Carl Philip Edmund Bertil; Stoccolma, 13 maggio 1979) è stato principe ereditario di Svezia dal 1979 al 1980.
Secondogenito e unico figlio maschio di Carlo XVI Gustavo e della regina Silvia, dal 2016 è quarto in linea di successione al trono dopo il nipote Oscar.

## Biografia

### Infanzia
Nato Principe Ereditario di Svezia, conservò il suo titolo e il primo posto nella successione per sette mesi, fino al 1º gennaio 1980, quando fu scalzato da una modifica dell'Atto di Successione che introduceva l'assoluta primogenitura.
Fu battezzato nella cappella del palazzo reale il 31 agosto 1979. I suoi padrini e madrine furono il principe Bertil, duca di Halland, il principe Leopoldo di Baviera, la regina Margherita II di Danimarca e la principessa Brigitta di Svezia.

### Educazione e carriera
Dal 1984 al 1986 il principe Carlo Filippo frequentò la scuola materna parrocchiale di Västerled. Nell'autunno del 1986 venne iscritto alla Smedslättsskolan di Bromma. Per il livello intermedio, il principe frequentò la Ålstensskolan a Bromma, continuando, nell'autunno del 1992, per il livello senior, presso l'Enskilda Gymnasiet di Stoccolma. Nell'autunno del 1994 il principe Carlo Filippo s'iscrisse alla Kent School, nel Connecticut, che frequentò per due anni. Continuò poi i suoi studi con un programma di scienze alla scuola secondaria superiore Lundsbergs. Si diplomò nella primavera del 1999.
Il principe Carlo Filippo ha completato il suo servizio militare nella Svenska marinen, la marina militare della Svezia. Nel 2001-2002 ha partecipato a diversi corsi come ufficiale. Nel 2002 ha ricevuto il grado di fänrik (guardiamarina) e nel 2004 il grado di löjtnant (sottotenente). Nel 2007-2008 ha frequentato lo Swedish National Defense College. Dopo il corso è stato promosso a kapten (tenente) e il 1º ottobre 2014 ha raggiunto il rango di major (maggiore).
Appassionato di design e disegno, ha studiato per due anni graphic design alla Forsbergs School of Graphic Design a Stoccolma. Nell'autunno del 2006 ha lavorato come stagista nella sede di Washington della National Geographic Society. Nella primavera del 2007 si è trasferito alla Rhode Island School of Design, dove ha lavorato su un progetto di design del museo di identità, presentato con uno pseudonimo.
Nel 2012 il principe Carlo Filippo ha terminato i suoi studi in gestione agricola e rurale presso l'università svedese di scienze agrarie a Alnarp.

### Vita privata
Il principe Carlo Filippo cominciò a frequentare Emma Pernald nel 1999. La donna lavorava per un'agenzia di pubbliche relazioni da diversi anni. Tuttavia, il principe e la Pernald hanno rotto il loro rapporto nel marzo 2009, dopo più di dieci anni di relazione. Lei rivelò alla rivista svedese Expressen che avevano deciso reciprocamente di andare ognuno per la propria strada. La Pernald non ha fatto ulteriori commenti sul motivo della rottura.
Carlo Filippo è il padrino di battesimo dei suoi nipoti, la principessa Estelle, primogenita della sorella Vittoria, e il principe Nicolas, secondo figlio della sorella minore Maddalena.

#### Matrimonio e discendenza
Nell'aprile 2010 il principe Carlo Filippo fu collegato dalla stampa alla modella Sofia Hellqvist. Nell'agosto 2010 la portavoce della corte, Nina Eldh, confermò il rapporto tra Carlo Filippo e Sofia Hellqvist in una dichiarazione rilasciata dal palazzo. Il 27 giugno 2014 venne annunciato che Carlo Filippo si era ufficialmente fidanzato con Sofia Hellqvist. Il matrimonio venne celebrato il 13 giugno 2015 nella cappella del palazzo reale di Stoccolma.
La coppia ha tre figli maschi e una femmina:
- principe Alexander Erik Hubertus Bertil, duca di Södermanland (Danderyd, 19 aprile 2016)[8]
- principe Gabriel Carl Walter, duca di Dalarna (Danderyd, 31 agosto 2017)[9]
- principe Julian Herbert Folke, duca di Halland (Danderyd, 26 marzo 2021)[10]
- principessa Ines Marie Lilian Silvia, duchessa di Västerbotten (Danderyd, 7 febbraio 2025)

Il 7 ottobre 2019, il re, padre di Carlo Filippo, ha revocato lo status reale del principe Alexander e del principe Gabriel nel tentativo di associare più strettamente i reali svedesi all'ufficio di capo di stato; rimangono nella linea di successione al trono.

### Immagine pubblica
Nel 2008 il principe venne incluso al nono posto nell'elenco della rivista Forbes "The 20 Hottest Young Royals".

## Titoli e trattamento
- 13 maggio 1979 - 31 dicembre 1979: Sua Altezza Reale, il principe ereditario di Svezia, duca di Värmland
  - in svedese: Hans Kunglig Höghet, Sveriges kronprins, hertig av Värmland
- 1⁰ gennaio 1980 - attuale: Sua Altezza Reale, il principe Carlo Filippo di Svezia, duca di Värmland.
  - in svedese: Hans Kunglig Höghet, prins Carl Philip av Sverige, hertig av Värmland

## Onorificenze

Monogramma

### Onorificenze svedesi

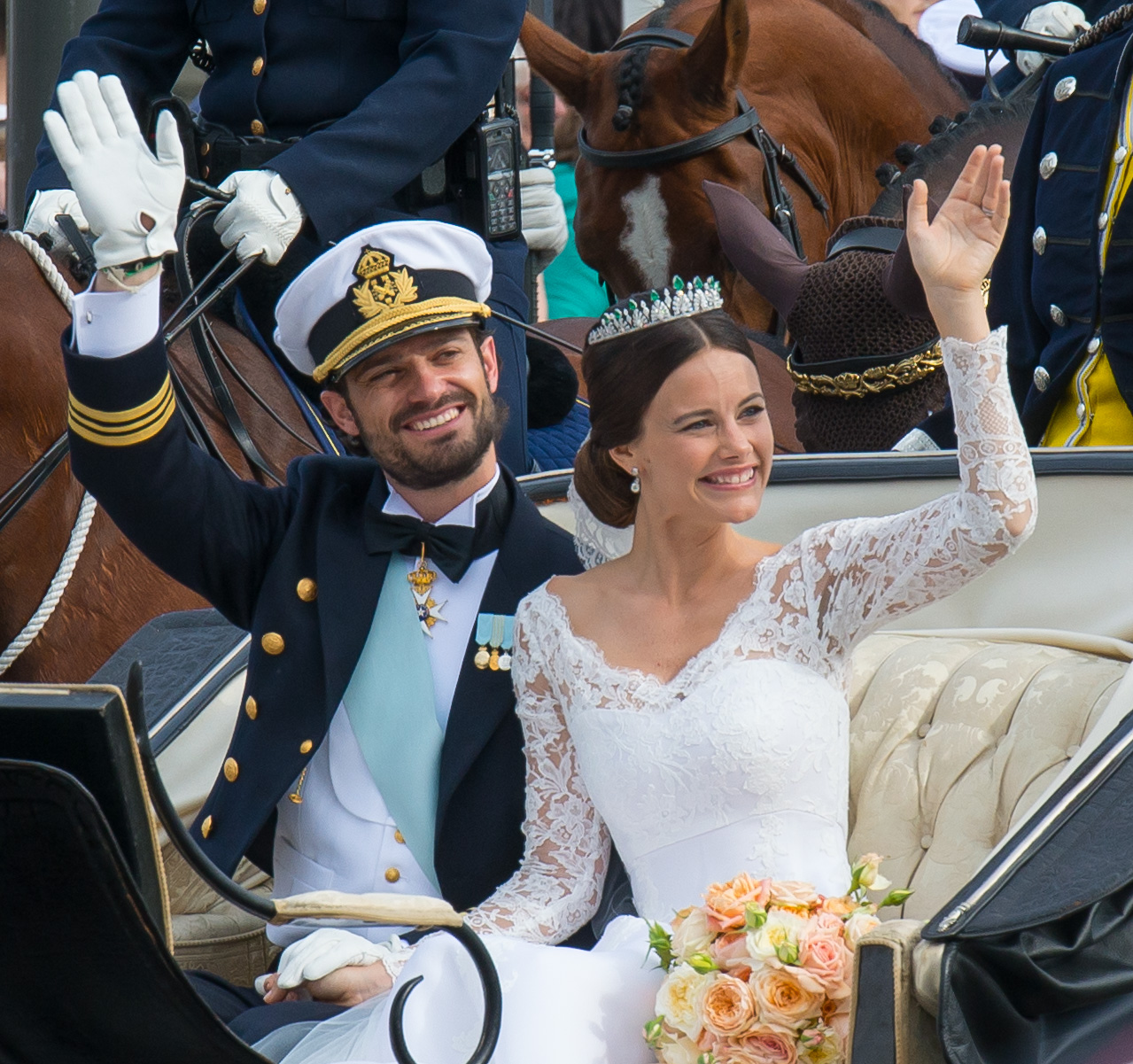
Il principe con la consorte il giorno del loro matrimonio, 13 giugno 2015

## Albero genealogico
|                                          |                         |                                                      | Genitori                                               |  |  | Nonni |  |  | Bisnonni                    |  |  | Trisnonni           |  |
|                                          |                         |                                                      |                                                        |  |  |       |  |  | Gustavo VI Adolfo di Svezia |  |  | Gustavo V di Svezia |  |
|                                          |                         |                                                      |                                                        |  |  |       |  |  | Gustavo VI Adolfo di Svezia |  |  | Gustavo V di Svezia |  |
|                                          |                         | Vittoria di Baden                                    |                                                        |  |  |       |  |  | Gustavo VI Adolfo di Svezia |  |  |                     |  |
| Gustavo Adolfo di Svezia                 |                         |                                                      |                                                        |  |  |       |  |  | Gustavo VI Adolfo di Svezia |  |  |                     |  |
|                                          |                         | Margherita di Sassonia-Coburgo-Gotha                 | Arturo di Sassonia-Coburgo-Gotha                       |  |  |       |  |  |                             |  |  |                     |  |
|                                          |                         | Margherita di Sassonia-Coburgo-Gotha                 | Arturo di Sassonia-Coburgo-Gotha                       |  |  |       |  |  |                             |  |  |                     |  |
|                                          |                         | Margherita di Sassonia-Coburgo-Gotha                 | Luisa Margherita di Prussia                            |  |  |       |  |  |                             |  |  |                     |  |
| Carlo XVI Gustavo di Svezia              |                         | Margherita di Sassonia-Coburgo-Gotha                 |                                                        |  |  |       |  |  |                             |  |  |                     |  |
|                                          |                         | Carlo Edoardo di Sassonia-Coburgo-Gotha              | Leopoldo di Sassonia-Coburgo-Gotha                     |  |  |       |  |  |                             |  |  |                     |  |
|                                          |                         | Carlo Edoardo di Sassonia-Coburgo-Gotha              | Leopoldo di Sassonia-Coburgo-Gotha                     |  |  |       |  |  |                             |  |  |                     |  |
|                                          |                         | Carlo Edoardo di Sassonia-Coburgo-Gotha              | Elena di Nassau                                        |  |  |       |  |  |                             |  |  |                     |  |
| Sibilla di Sassonia-Coburgo-Gotha        |                         | Carlo Edoardo di Sassonia-Coburgo-Gotha              |                                                        |  |  |       |  |  |                             |  |  |                     |  |
|                                          |                         | Vittoria di Schleswig-Holstein-Sonderburg-Glücksburg | Federico di Schleswig-Holstein-Sonderburg-Glücksburg   |  |  |       |  |  |                             |  |  |                     |  |
|                                          |                         | Vittoria di Schleswig-Holstein-Sonderburg-Glücksburg | Federico di Schleswig-Holstein-Sonderburg-Glücksburg   |  |  |       |  |  |                             |  |  |                     |  |
|                                          |                         | Vittoria di Schleswig-Holstein-Sonderburg-Glücksburg | Carolina di Schleswig-Holstein-Sonderburg-Augustenburg |  |  |       |  |  |                             |  |  |                     |  |
| Principe Carlo Filippo, Duca di Värmland |                         | Vittoria di Schleswig-Holstein-Sonderburg-Glücksburg |                                                        |  |  |       |  |  |                             |  |  |                     |  |
|                                          | Louis Moritz Sommerlath | Louis Carl Sommerlath                                |                                                        |  |  |       |  |  |                             |  |  |                     |  |
|                                          | Louis Moritz Sommerlath | Louis Carl Sommerlath                                |                                                        |  |  |       |  |  |                             |  |  |                     |  |
|                                          | Louis Moritz Sommerlath | Anna Lucie Tille                                     |                                                        |  |  |       |  |  |                             |  |  |                     |  |
| Carl Walther Sommerlath                  | Louis Moritz Sommerlath |                                                      |                                                        |  |  |       |  |  |                             |  |  |                     |  |
|                                          |                         | Erna Sophie Waldau                                   | Johann Waldau                                          |  |  |       |  |  |                             |  |  |                     |  |
|                                          |                         | Erna Sophie Waldau                                   | Johann Waldau                                          |  |  |       |  |  |                             |  |  |                     |  |
|                                          |                         | Erna Sophie Waldau                                   | Sophie Marie Schmidt                                   |  |  |       |  |  |                             |  |  |                     |  |
| Silvia Sommerlath                        |                         | Erna Sophie Waldau                                   |                                                        |  |  |       |  |  |                             |  |  |                     |  |
|                                          |                         | Artur Floriano de Toledo                             | Joaquim Floriano de Toledo                             |  |  |       |  |  |                             |  |  |                     |  |
|                                          |                         | Artur Floriano de Toledo                             | Joaquim Floriano de Toledo                             |  |  |       |  |  |                             |  |  |                     |  |
|                                          |                         | Artur Floriano de Toledo                             | Maria Júlia de Barros                                  |  |  |       |  |  |                             |  |  |                     |  |
| Alice Soares de Toledo                   |                         | Artur Floriano de Toledo                             |                                                        |  |  |       |  |  |                             |  |  |                     |  |
|                                          |                         | Elisa Novais Soares                                  | Emiliano Baptista Soares                               |  |  |       |  |  |                             |  |  |                     |  |
|                                          |                         | Elisa Novais Soares                                  | Emiliano Baptista Soares                               |  |  |       |  |  |                             |  |  |                     |  |
|                                          |                         | Elisa Novais Soares                                  | Joaquina Dias Novais                                   |  |  |       |  |  |                             |  |  |                     |  |
|                                          |                         | Elisa Novais Soares                                  |                                                        |  |  |       |  |  |                             |  |  |                     |  |